# ዘ
Cette page contient des caractères éthiopiques. En cas de problème, consultez Aide:Unicode ou testez votre navigateur.
ዘ (« zä ») est un caractère utilisé dans l'alphasyllabaire éthiopien comme symbole de base pour représenter les syllabes débutant par le son /z/.

## Usage
L'écriture éthiopienne est un alphasyllabaire ou chaque symbole correspond à une combinaison consonne + voyelle, organisé sur un symbole de base correspondant à la consonne et modifié par la voyelle. ዘ correspond à la consonne « z » (ainsi qu'à la syllabe de base « zä »). Les différentes modifications du caractères sont les suivantes :
- ዘ : « zä »
- ዙ : « zu »
- ዚ : « zi »
- ዛ : « za »
- ዜ : « zé »
- ዝ : « ze »
- ዞ : « zo »
- ዟ : « zwa »

ዘ est le 17e symbole de base dans l'ordre traditionnel de l'alphasyllabaire.

## Historique

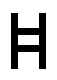
Caractère « ḏ » de l'alphabet arabe méridional.

Le caractère ዘ est dérivé du caractère correspondant de l'alphabet arabe méridional.

## Variantes
ዘ possède une variante palatalisée, ዠ.

## Représentation informatique
- Dans la norme Unicode, les caractères sont représentés dans la table relative à l'éthiopien[1] :
  - ዘ : U+12D8, « syllabe éthiopienne zä »
  - ዙ : U+12D9, « syllabe éthiopienne zou »
  - ዚ : U+12DA, « syllabe éthiopienne zi »
  - ዛ : U+12DB, « syllabe éthiopienne za »
  - ዜ : U+12DC, « syllabe éthiopienne zé »
  - ዝ : U+12DD, « syllabe éthiopienne ze »
  - ዞ : U+12DE, « syllabe éthiopienne zo »
  - ዟ : U+12DF, « syllabe éthiopienne zwa »